# Эррасти, Андрес Перес де
Андрес Перес де Эррасти (полное имя Андрес Виктор Хосе Мигель Перес де Эррасти Вьедма и Аростегу Перес дель Пулгар Фернандес де Кордоба) (Гранада, 6 марта 1750 года — Барселона, 24 января 1818 года) — испанский генерал. Наиболее известен тем, что руководил обороной Сьюдад-Родриго во время осады города французами в 1810 году.

## Биография

### Происхождение и военная карьера
Андрес Перес де Эррасти родился 6 марта 1750 года в Гранаде в аристократической семье. Его отец был потомком Доминго Переса де Эррасти из Аскойтии, рыцаря, участвовавшего в Гранадской войне в 1492 году, а среди предков его матери был Эрнан Перес дель Пулгар, который также был рыцарем на службе у католических королей. В 1762 году молодой Андрес поступил в качестве курсанта в провинциальный полк Гранады, который он покинул в 1764 году, чтобы поступить в полк испанской королевской гвардии.
В 1775 году он участвовал в своей первой военной акции — экспедиции в Алжир, которая закончилась катастрофой; в ходе неё он был ранен. Был произведён в лейтенанты в 1776 году и служил сначала во время большой осады Гибралтара в 1779-83 гг., а затем в Оране в 1791 году. Начальство высоко ценило компетентного и мужественного офицера; он стал полковником своего полка. Был взят в плен французами в мае 1794 года в ходе войны в Пиренеях. Спустя годы он сражался против Португалии во время Апельсиновой войны, проявив себя в битвах при Жарде и Вила-Висосe. После 1795 года он занял пост бригадного генерала испанской армии.

### Пиренейские войны
В начале 1808 года напряженность в обществе, с которой столкнулись король Испании Карл IV и его сын Фердинанд, принц Астурийский, а также непопулярность премьер-министра Мануэля Годоя привели к мятежу в Аранхуэсе 17 марта — перевороту, организованному элитами страны в попытке заставить короля отречься от престола. В разгар этого события первый батальон Королевской гвардии под командованием Переса де Эррасти арестовал Годоя. Это ускорило восхождение на престол принца Фердинанда. Однако после вмешательства Наполеона королевская семья оказалась в его руках, а страна перешла под контроль французов.
Перес де Эррасти и его батальон не участвовали в Мадридском восстании 2 мая 1808 года. Они стали частью Армии центра (под командованием генерала Кастаньоса), и 23 ноября сражались в битве при Туделе. Хотя противостояние закончилось поражением испанцев, Перес де Эррасти отличился своей храбростью на Рождество в Таранконе, где с 300 солдатами противостоял драгунам генерала Перремона. В награду за это в 1809 году он был повышен до маршала.
15 марта 1809 года он был переведён в корпус маркиза Романы со штаб-квартирой в Хихоне. Он отправился в Кадис и уже сел на корабль, чтобы отправиться в Хихон, но в тот момент город попал в руки французов, и ему пришлось вернуться и просить о новом назначении. Наконец он перешёл в армию герцога дель-Парко и вместе с ним участвовал в победе испанцев в битве при Тамамесе 18 октября. Два дня спустя он стал губернатором Сьюдад-Родриго. Перес де Эррасти руководил обороной города во время осады, проводимой между 26 апреля и 9 июля 1810 года французскими войсками под командованием фельдмаршала Мишеля Нея и окончившейся сдачей города. Французские войска насчитывали 65 тыс. человек, в то время как гарнизон города защищал 5,5 тыс. испанцев. Де Эррасти попал во французский плен и был освобождён в 1814 году после отречения Наполеона.

## После войны
После возвращения из плена де Эррасти предстал перед Комиссией по очищению (исп. Consejo de Guerra de Purificación), которая не усмотрела в его действиях каких-либо признаков измены Бурбонам и рекомендовала его для дальнейшей военной службы. 28 июля 1814 года он был произведён в генерал-лейтенантом; датой получения звания был указан день сдачи Сьюдад-Родриго (10 июля 1810 года). В том же году король Франции Людовик XVIII наградил его орденом Лилии, а в 1816 году он был произведён в кавалеры Большого креста ордена Святого Фердинанда. В том же году, несмотря на его ухудшившееся здоровье, король Фердинанд VII назначил его военным и политическим губернатором Барселоны, влажный климат которой был ему противопоказан. Последние годы де Эррасти посвятил улучшению инфраструктуры и градостроительству Барселоны; в частности, при нём было построено первое кладбище за стенами города.
Перес де Эррасти скончался в Барселоне 24 января 1818 года.

## Семья
В 1792 году он женился на Марии Антонии де Лука и Тиммерманс.